# Poa rajbhandarii
Poa rajbhandarii là một loài thực vật có hoa trong họ Hòa thảo. Loài này được Noltie mô tả khoa học đầu tiên năm 2000.